# Nino Porzio
Nino Porzio, född som Antonino Porzio den 4 juni 1972 i Palermo, är en italiensk sångare och skådespelare, mest känd för låten Ti amo Caruso.

## Diskografi
- 1995 – Rosa (Distribuzione Twin Records - Produzione Radiomixitalia)
- 2000 – Mille pazzie (Distribuzione MusicaNapoletana - Produzione Radiomixitalia)
- 2011 – Caruso (Distribuzione ZYX Music - Produzione Mint Records)
- 2011 – Made in Italy (Distribuzione believedigital - Produzione Radiomixitalia)
- 2014 – Brividi nel cuore (Distribuzione Seamusica - Produzione Seamusica)
- 2009 – Ti amo (Distribuzione Warner Music Group - MCP Sound & Media - Produzione Akasa Records)
- 1998 – Sogno  (Distribuzione HDN Music - Produzione ' GET-Ready-Verlag)
- 2013 – Io penso a te  (Distribuzione Pamusound - Produzione Pamusound)
- 2014 – Attimi (Distribuzione Radiomixitalia-Seamusica - Produzione Radiomixitalia)
- 2011 – Caruso (di Lucio Dalla)
- 2011 – L'italiano (di Toto Cutugno)
- 2011 – Ancora tu (di Lucio Battisti)
- 2011 – Quando quando quando (di Tony Renis)
- 2011 – Nel blu dipinto di blu (di Domenico Modugno)
- 2011 – Più bella cosa (di Eros Ramazzotti)
- 2011 – Malafemmena (di Antonio De Curtis)
- 2011 – Sempre sempre (di Albano Carrisi)
- 2011 – Anema e core (di Salve D'Esposito / Tito Manlio)